# Harrison County (Missouri)
Harrison County is een county in de Amerikaanse staat Missouri.
De county heeft een landoppervlakte van 1.878 km² en telt 8.850 inwoners (volkstelling 2000). De hoofdplaats is Bethany.

## Bevolkingsontwikkeling

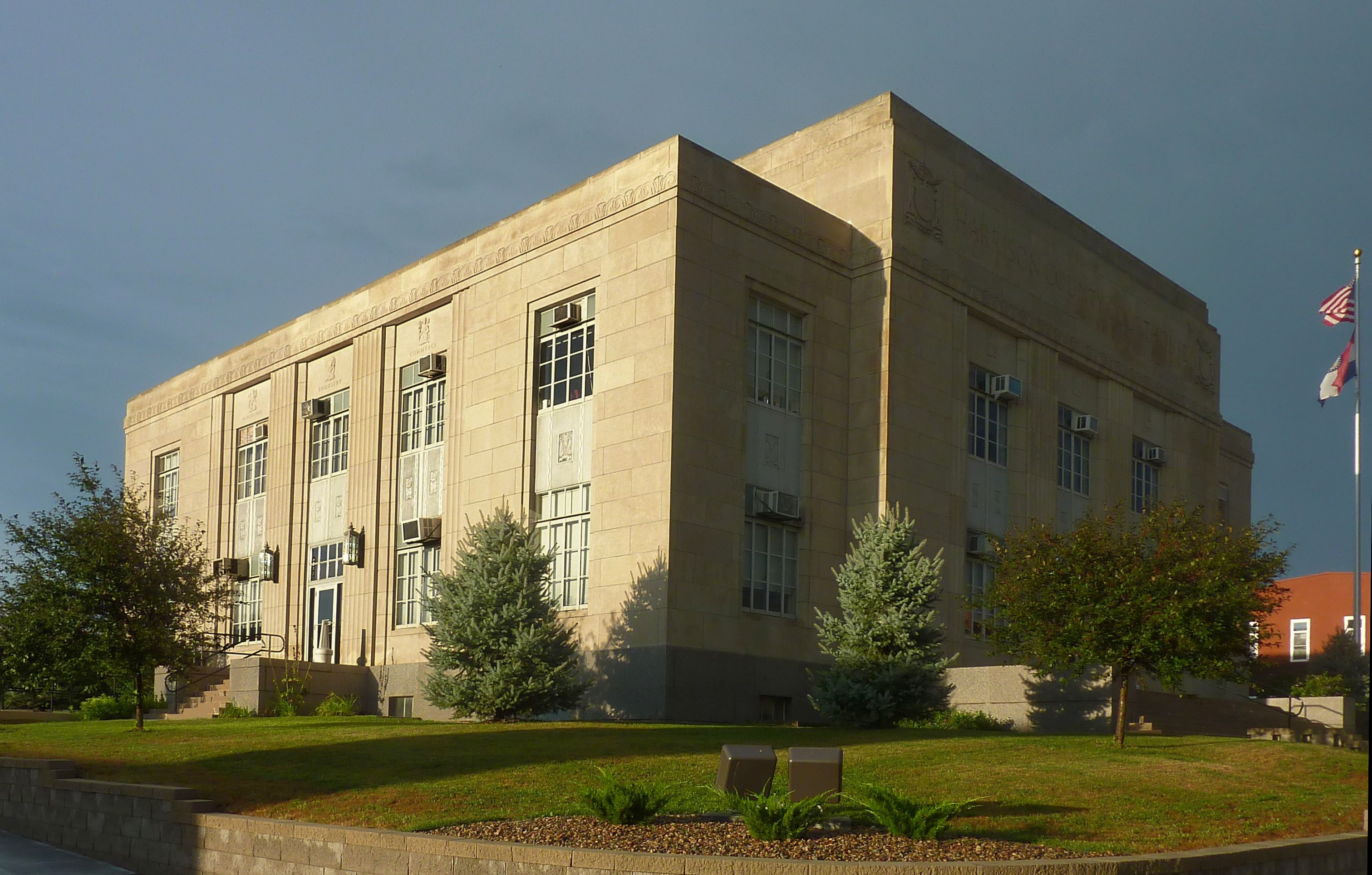
Harrison County Courthouse